# Pallacanestro Cantù
O Pallacanestro Cantù, conhecido como Acqua Vitasnella Cantù por motivos de patrocinadores, é um clube de basquetebol na cidade italiana de Cantù, na província de Como, região da Lombardia. Fundado em 1936, é uma das equipes com mais títulos da Itália, com três conquistas nacionais e duas edições da Supercopa da Itália. Disputa o Campeonato Italiano de Basquete - Serie A, com participação em 53 temporadas, até o momento.
O presidente do clube é Anna Cremascoli, a primeira mulher presidente de um clube de basquete na primeira divisão italiana, depois que a família Cremascoli adquiriu a propriedade do clube em 2008. Utiliza o ginásio Mapooro Arena em Cucciago, Como, nas partidas do campeonato italiano, já nas partidas da Euroliga, utiliza o ginásio Paladesio na cidade de Desio, Província de Monza e Brianza.
Com duas Euroligas e duas Copas Intercontinentais é uma das duas equipes italianas (a outra é o Olimpia Milão), que conquistou todos os troféus internacionais.

## Títulos

### Basquete

#### Nacionais
- Campeonato italiano: 3 títulos (1967-68, 1974-75 e 1980-81).
- Supercopa da Itália: 2 títulos (2003 e 2012)

#### Internacionais
- Campeonato Mundial Interclubes: 2 títulos (1975 e 1982).
- Euroliga: 2 títulos (1981-82 e 1982-83)
- Recopa da Europa (Copa Saporta): 4 títulos (1976-77, 1977-78, 1978-79 e 1980-81)
- Copa Korać: 4 títulos (1972-73, 1973-74, 1974-75 e 1990-91)